# Park megye (Montana)
Park megye az Amerikai Egyesült Államokban, azon belül Montana államban található. Megyeszékhelye és legnagyobb városa Livingston. Lakosainak száma 17 191 fő (2020. április 1.). Park megye Meagher, Park, Sweet Grass, Stillwater, Carbon és Gallatin megyékkel határos.

## Népesség
A megye népességének változása:
| Lakosok száma | 15 586 | 15 508 | 15 592 | 15 682 | 15 972 | 17 191 |
|               | 2010   | 2011   | 2012   | 2013   | 2015   | 2020   |